# Stafke Fabri
Stafke Fabri (Antwerpen, 18 juni 1934 - Merksem, 8 januari 2006) was een Antwerpse volkszanger. Zijn echte naam was Gustaaf Voorbraeck. Hij dankte zijn artiestennaam aan zijn frêle voorkomen (Stafke) en zijn forse bakkebaarden, in het Antwerps dialect ook wel fabrie(zen) genoemd.
Stafke Fabri groeide op in het café van zijn ouders in de Antwerpse Seefhoek. Daar raakte hij in Antwerpen bekend toen hij als tienjarige knaap optrad voor de Amerikaanse en Engelse soldaten. Fabri zong eigenlijk in het algemeen Nederlands, toch kon hij Vlaanderen vooral bekoren met zijn typisch Antwerpse liedjes zoals onder andere Op de Groenplaats op een bank, Den Antwerpsen Twist en Het zijn zotten die werken. In 1978 belandde Fabri in de Nederlandse hitparade met het Antwerpse nummer Karsmis deur de jaren.
Hij werkte jaren als conciërge in de Expohal in Deurne.
Hij is bijna 21 jaar presentator geweest van tal van shows bij Radio Minerva in Antwerpen.
Als vrijwilliger bij VZW Antwerpse Buurtradio nam hij plaats achter de microfoon van 1 juni 1985 tot zijn heengaan.
Fabri was supporter van voetbalclub Royal Antwerp FC. Daar was hij jarenlang medewerker en bezieler van de fanfare en zanger van verscheidene supportersliederen zoals het clublied Rood en Wit, de liefdevolle kleuren. Fabri was ook een  hondenafrichter en voorzitter van de plaatselijke hondenafrichtingsclub.
Ook na zijn officieel pensioen in 1999 bleef hij actief op muzikaal vlak.
Hij overleed op 8 januari 2006 aan de gevolgen van pancreaskanker.